# Matyáš Svoboda
Matyáš Svoboda (* 16. července 2006 Praha) je český herec.
První zkušenosti před kamerou získal ve čtyřech letech při natáčení reklamního spotu, ale již za nedlouho se začal objevovat ve filmu a v televizi.
Filmovou kariéru odstartoval v roce 2012 při natáčení filmu Cyril a Metoděj, kde si zahrál malého Cyrila a v tomtéž roce se objevil také v televizním cyklu Nevinné lži (Lež má rozbité auto), kde ztvárnil roli Honzíka po boku Tatiany Vilhelmové a Vojty Dyka.
V dalších letech sbíral zkušenosti na filmových a televizních projektech jako například Božena, Rudý kapitán, Padesátka, Případ pro lyžaře, Pustina, nebo pohádky Anděl Páně 2 či Korunní princ.
V seriálu Ordinace v růžové zahradě 2 hraje už několik let roli Huga Švarce.
V současné době[kdy?] je Matyáš Svoboda studentem herectví na Pražské konzervatoři.

## Film, televize
- Cyril a Metoděj – Apoštolové Slovanů – Cyril (2013)
- Nevinné lži (Lež má rozbité auto) – Honzík (2013)
- Burácení – Adam (2015)
- Rivalové navždy – bitva o tenisky /Die Dasslers/ – Gerd (2015)
- Padesátka – Kašpar (2015)
- Korunní princ – Princ Karel (2015)
- Trosečník – Honza (2016)
- Doktor Martin – Filip Provázek (2016)
- Pustina – Jáchym (2016)
- Rudý kapitán – Péťa (2016)
- Případ pro lyžaře – František Skorkovský (2016)
- Anděl Páně 2 – Vašík (2016)
- Labyrint – Patrik (2017)
- Ordinace v růžové zahradě – Hugo Švarc (2017–2021)
- Neviditelný – David (2019)
- Specialisté – Dominik Vozár (2019)
- Božena – Karel (2021)